# Ida Oyens

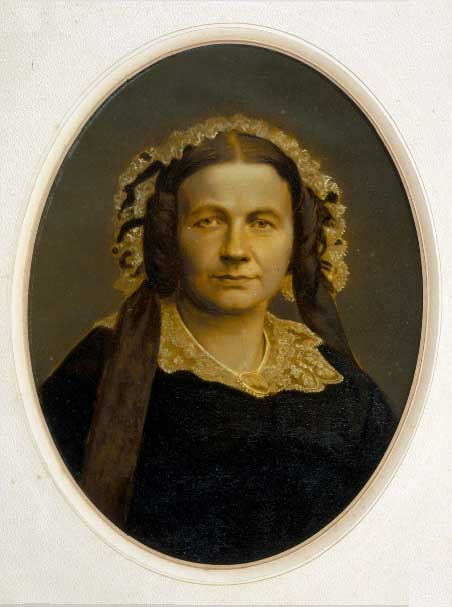
Ida Pierson-Oyens (1808-1860)

Ida Oyens (Amsterdam, 9 januari 1808 – Utrecht, 26 december 1860) was een Nederlands schrijfster.
Ida Oyens was een lid van de familie Oijens. Ze was een dochter van de bankier Hendrik Oyens en Petronella Adriana de Marez van Zuylen, trouwde in 1829 met de koopman en commissionair in effecten Jan Lodewijk Gregory Pierson, lid van de familie Pierson. Het echtpaar sloot zich aan bij het Réveil en bezocht bijeenkomsten van Isaäc da Costa en Nicolaas Beets. Hun huis werd een belangrijke ontmoetingsplek voor geestverwanten. Ida Oyens ontwikkelde zich tot een schrijfster van vooral stichtelijke boeken.
Ida Oyens en Jan Lodewijk Gregory Pierson waren de ouders van de politicus Nicolaas Pierson en de predikanten Allard en Hendrik Pierson.
Ida Oyens stierf op 53-jarige leeftijd na een langdurig ziekbed, waarbij zij in een pension werd verzorgd.